# Batthyányové
Batthyányové (maďarsky Batthyány család [ˈbɒcːaːɲ ʈ͡ʂalaːd]) je jméno starého a široce rozvětveného uherského šlechtického rodu, který patřil mezi nejvýznamnější rody v Habsburské monarchii a Rakousku-Uhersku. Z tohoto rodu pocházela řada mocných magnátů, hrabat a knížat.

## Historie

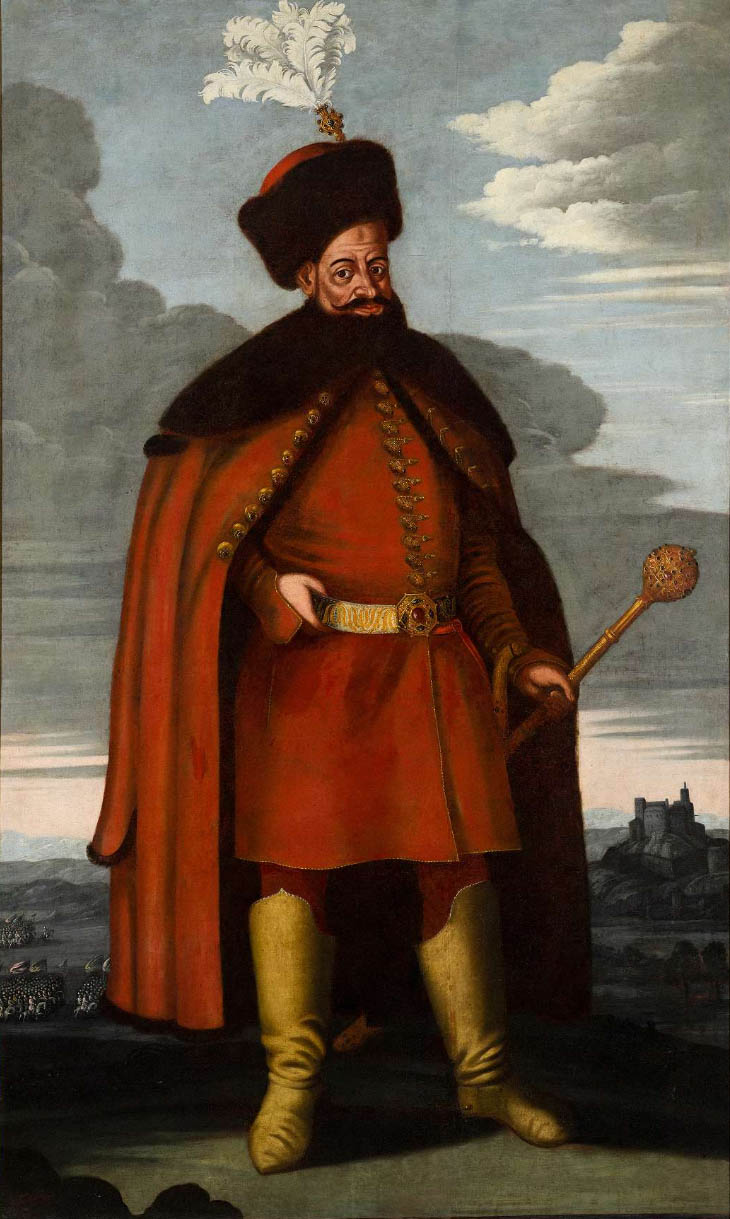
Adam Batthyány je považován „v užším smyslu za praotce rodu“ dnešních potomků rodů Batthyányů

Batthyányové patří mezi uherské starošlechtické rody. Historikové spatřují původ rodu v původní dynastii Eorsů (též Örs nebo Urs), kteří jsou poprvé zmiňováni roku 970 se sídlem na severním břehu Blatenského jezera. V každém případě za prvního jednoznačného člena rodu Batthyányů je možné považovat Mikuláše z Kővágóörse (Miklós de Kővágóörs, 1341–1376), jenž se oženil s jistou Kateřinou Batthyányovou. Jeho syn Jiří z Kővágóörse byl roku 1370 purkrabím v Ostřihomi a za jeho zásluhy v bojích proti Turkům jej v roce 1398 král Zikmund odměnil panstvím Battyán s tržím městečkem Polgárdi ve Fejérské župě. V roce 1481 byl Batthyányům obnoven rodový erb.

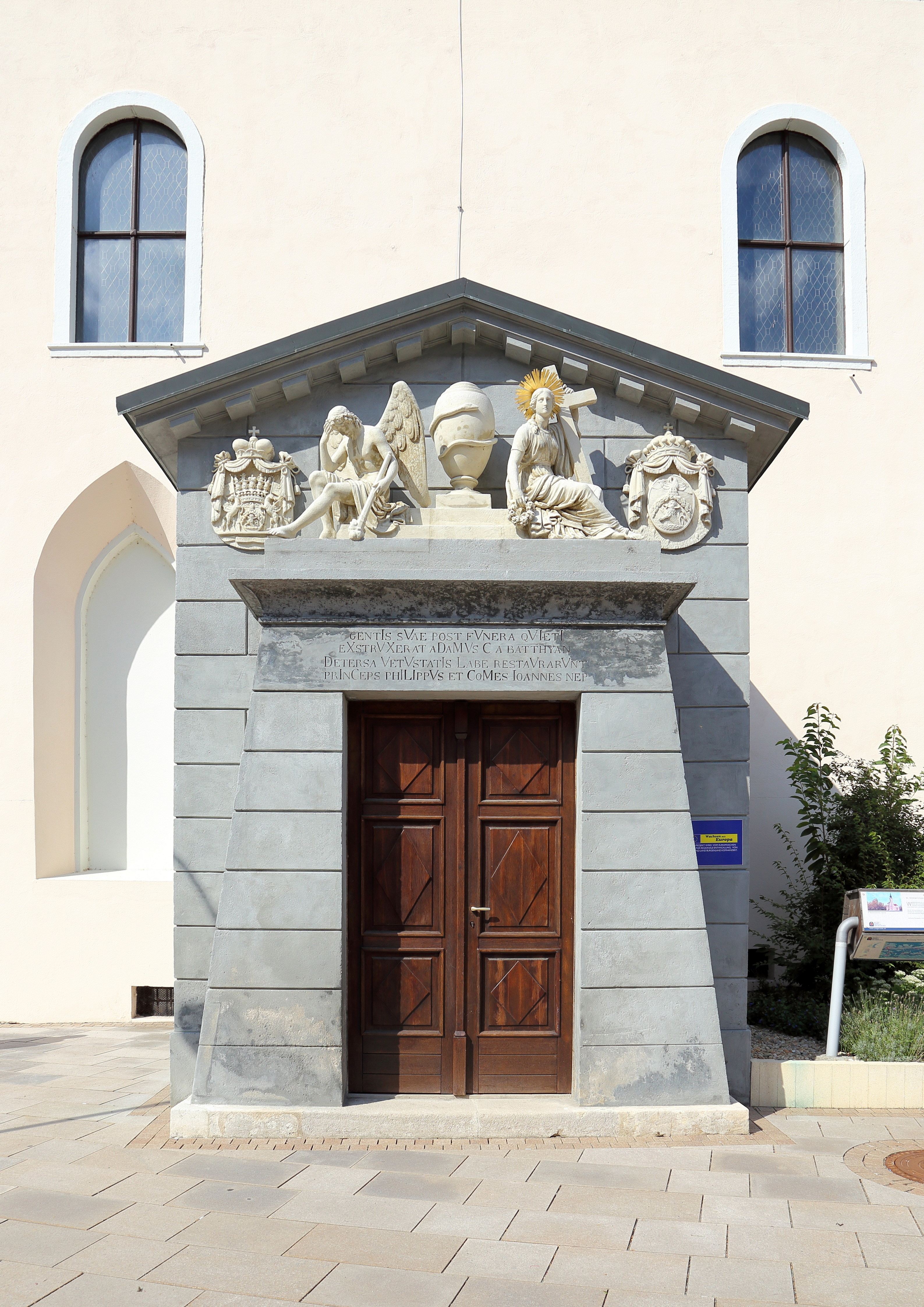
Portál rodové hrobky v Güssingu

Františkem I. a Baltazarem II. začala nová kapitola dějin rodu. 30. června 1524 získali od krále Ludvíka II. hrad a panství Güssing (maďarsky Nemetújvár), který je od té doby rodovým sídlem v Hradsku, podle něhož se pojmenovala jedna z linií rodu Batthyány Nemetújvári. František II. Batthyány (1577–1625) byl roku 1603 povýšen do hraběcího stavu. Jiná linie rodu se později jmenovala Batthyány-Strattmann a byla povýšena do knížecího stavu, další zůstala hraběcí.
V roce 1570 učinil Baltazar Batthyány z rodového sídla v Güssingu centrum rakouských evangelíků. Jeho následník Adam Batthyány přestoupil zpět ke katolictví a založil v Güssingu františkánský klášter. Roku 1628 byla maďarské baronské linii udělen uherský hraběcí titul a rod postupně získával další inkoláty: Dolní Rakousy (1645), Morava (1721) a v roce 1734 Horní Rakousy. V roce 1763 byl rod v osobě Karla Josefa Batthyányho povýšen do knížecího stavu v Čechách a o rok později také na říšského knížete s titulem vysoce urozený.
V roce 1700 Batthyányové získali dědičný titul Banus chorvatský a slavonský. V roce 1755 získali fideikomis a po sňatku jednoho z Batthyányů s dědičkou posledního hraběte Strattmanna nosili alianční jméno Batthyány-Strattmann.
V Korutanech byli Batthyányové povýšeni do panského stavu v roce 1804. Ludvík Batthyány (maďarsky Lajos Batthyány) byl maďarským ministerským předsedou v době revoluce v Uhersku v roce 1848 a za své skutky byl v roce 1849 v Pešti popraven.
Po roce 1945 byl Batthyányům zkonfiskován veškerý majetek v tehdejších zemích Východního bloku, významná panství však rod stále drží v rakouském Hradsku (Burgenlandsko).

## Rodová hrobka
Rodová hrobka Batthyányů se nachází v kostele Navštívení Panny Marie františkánského kláštera v Güssingu. Hrobku nechali zřídit manželé Aurora a Adam Batthyányovi. Kromě nich je zde pochováno více než 100 členů rodu. Hrobka v Güssingu je po císařské hrobce ve Vídni druhá největší rodová hrobka v Rakousku. Uvnitř se nachází bohatě zdobený sarkofág Karla Batthyányho, který je dílem sochaře Balthasara Ferdinanda Molla.

## Zámky a hrady
- Zámek Batthyány v Neumarktu
- Zámek Batthyány v Pinkafeldu
- Zámek Batthyány v Rechnitz
- Zámek Batthyány v Rudersdorfu
- Zámek Batthyány v Bicske

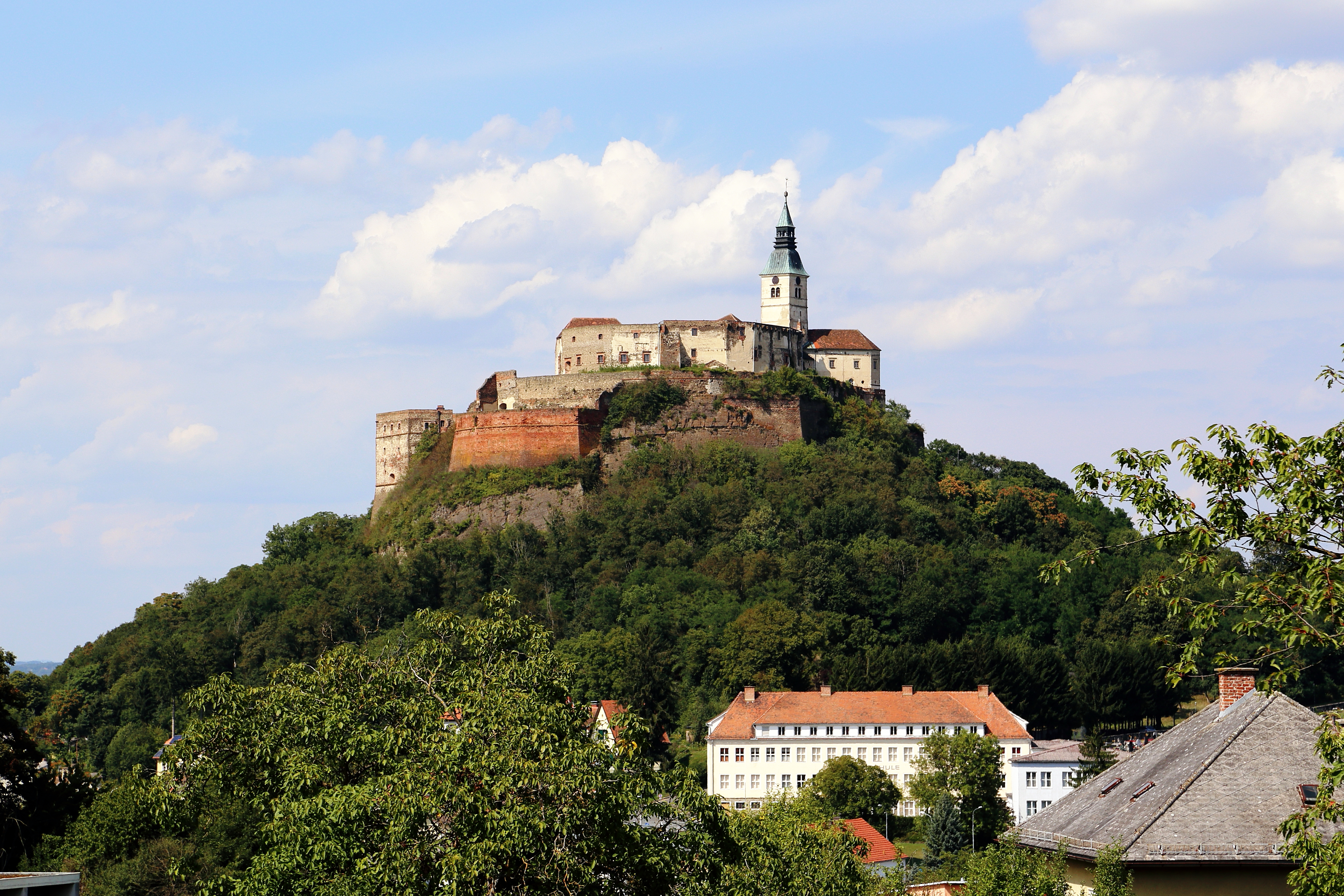
Hrad Güssing je od roku 1624 je rodovým sídlem Batthyányů dodnes

- Zámek Trautmannsdorf v Trautmannsdorfu nad Litavou
- Zámek Tabor
- Zámek Batthyány v Körmendi
- Hrad Güssing
- Palác Batthyányů ve Vídni

## Významné osobnosti rodu

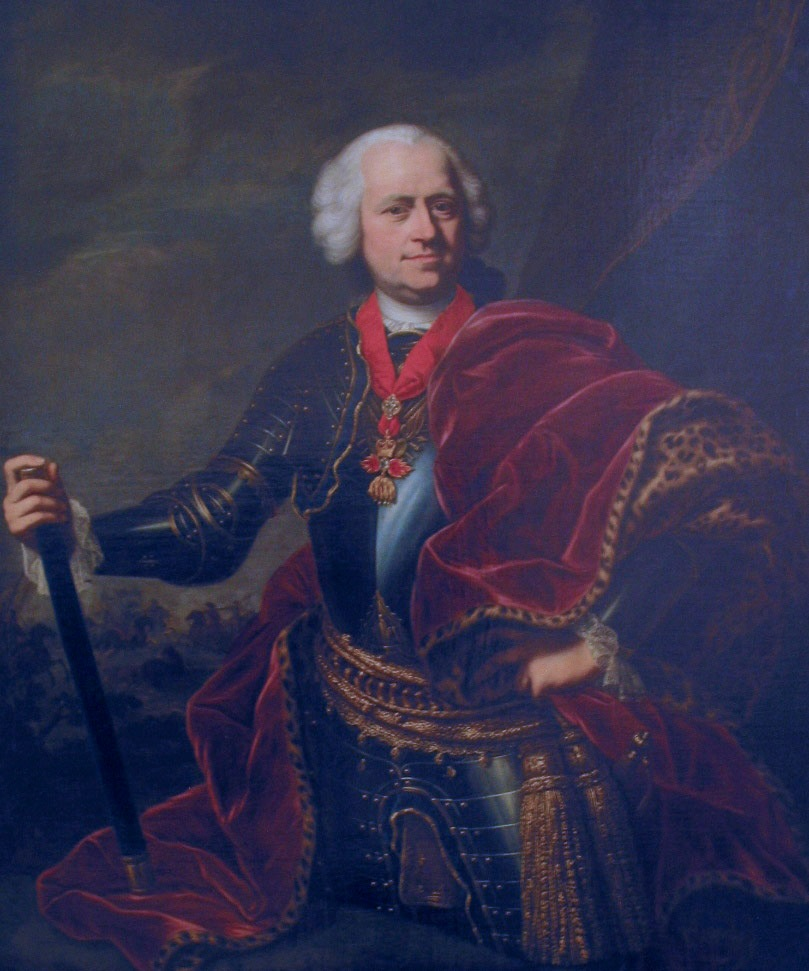
Polní maršál Karel Josef Batthyány (1697–1772), první kníže

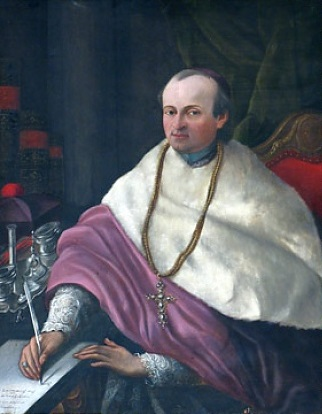
Ignác Batthyány, sedmihradský biskup

- František Batthyány (1497-1566), magnát a generál, chorvatský bán
- Baltazar Batthyány (1543–1590), svobodný pán z Batthyány, vzdělaný humanista, od roku 1570 protestant
- František II. Batthyány (1577–1625), královský komorník, nejvyšší štolba a vrchní župan Šoproňské župy
- Adam Batthyány (1609–1659), hrabě z Németújváru, zakladatel františkánského kláštera v Güssingu
- Adam II. Batthyány (1662–1703), chorvatský bán
- Eleonora Batthyány-Strattmannová (1672–1741), dvorní dáma ve Vídni a blízká důvěrnice prince Evžena Savojského
- Ludvík Arnošt Batthyány (1696–1765), uherský dvorský kancléř, rytíř zlatého rouna a uherský palatin
- Karel Josef Batthyány (1697–1772), nejprve hrabě, dosáhl knížecího stavu, rakouský generál a polní maršál, vychovatel císaře Josefa II.
- Josef Batthyány (1727–1799), hrabě, kníže-arcibiskup, primas ungariae a kardinál
- Ignác Batthyány (1741–1798), hrabě, římský knihovník, sedmihradský biskup
- Vincent Batthyány (1772–1827), maďarský státník a topograf
- Františka Batthyányová (1783–1861), hraběnka, roz. Széchenyiová
- Gustav Batthyány (1803–1883), šlechtitel koní
- Kazimír Batthyány (1807–1854), první maďarský ministr zahraničí za Kossutha
- Ludvík Batthyány (1807–1849), hrabě; maďarský ministerský předseda, v roce 1849 popraven
- Teodor Batthyány (1859–1931) maďarský politik a ministr
- Ladislav Batthyány-Strattmann (1870–1931), kníže, oftalmolog, blahoslavený
- Markéta z Batthyány (1911–1989), roz. z Thyssen-Bornemisza
- Vilém Batthyány (1870–1928), biskup nitranský
- Sacha Batthyany (* 1973), redaktor a spisovatel žijící ve Švýcarsku, prasynovec Markéty z Batthyány

- Friedrich von Hartenberg alias Louis Batthyány Szent-Iványi (1781–1822), podvodník